# Eaux-Bonnes
Eaux-Bonnes is een gemeente in het Franse departement Pyrénées-Atlantiques (regio Nouvelle-Aquitaine). De plaats maakt deel uit van het arrondissement Oloron-Sainte-Marie. Eaux-Bonnes telde op 1 januari 2022 203 inwoners.

## Geografie
De oppervlakte van Eaux-Bonnes bedroeg op 1 januari 2022 38,52 vierkante kilometer; de bevolkingsdichtheid was toen 5,3 inwoners per km².

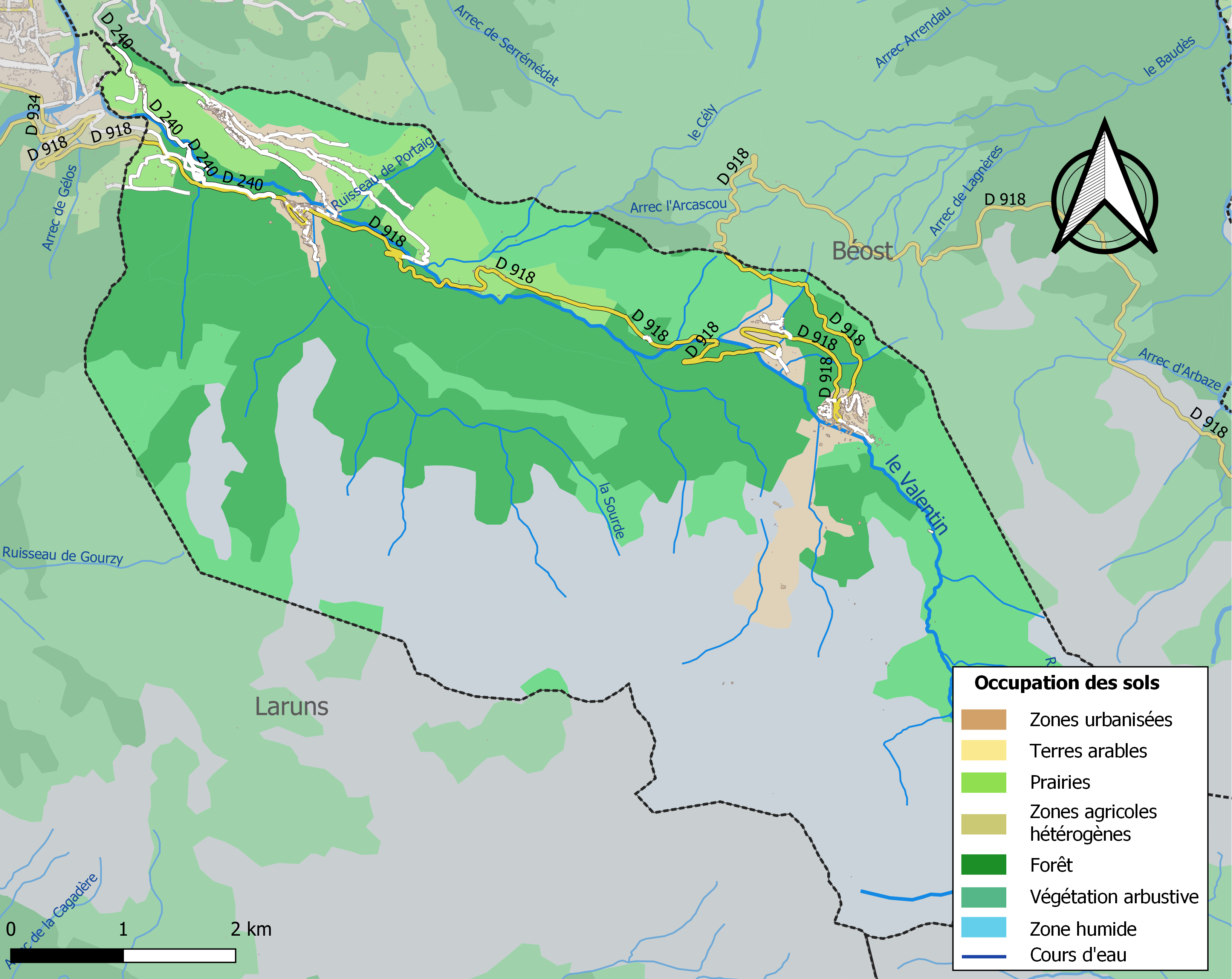
Kaart van de gemeente met belangrijkste infrastructuur, bodemgebruik en omliggende gemeenten

## Demografie
Onderstaande figuur toont het verloop van het inwonertal (bron: INSEE-tellingen).

## Afbeeldingen

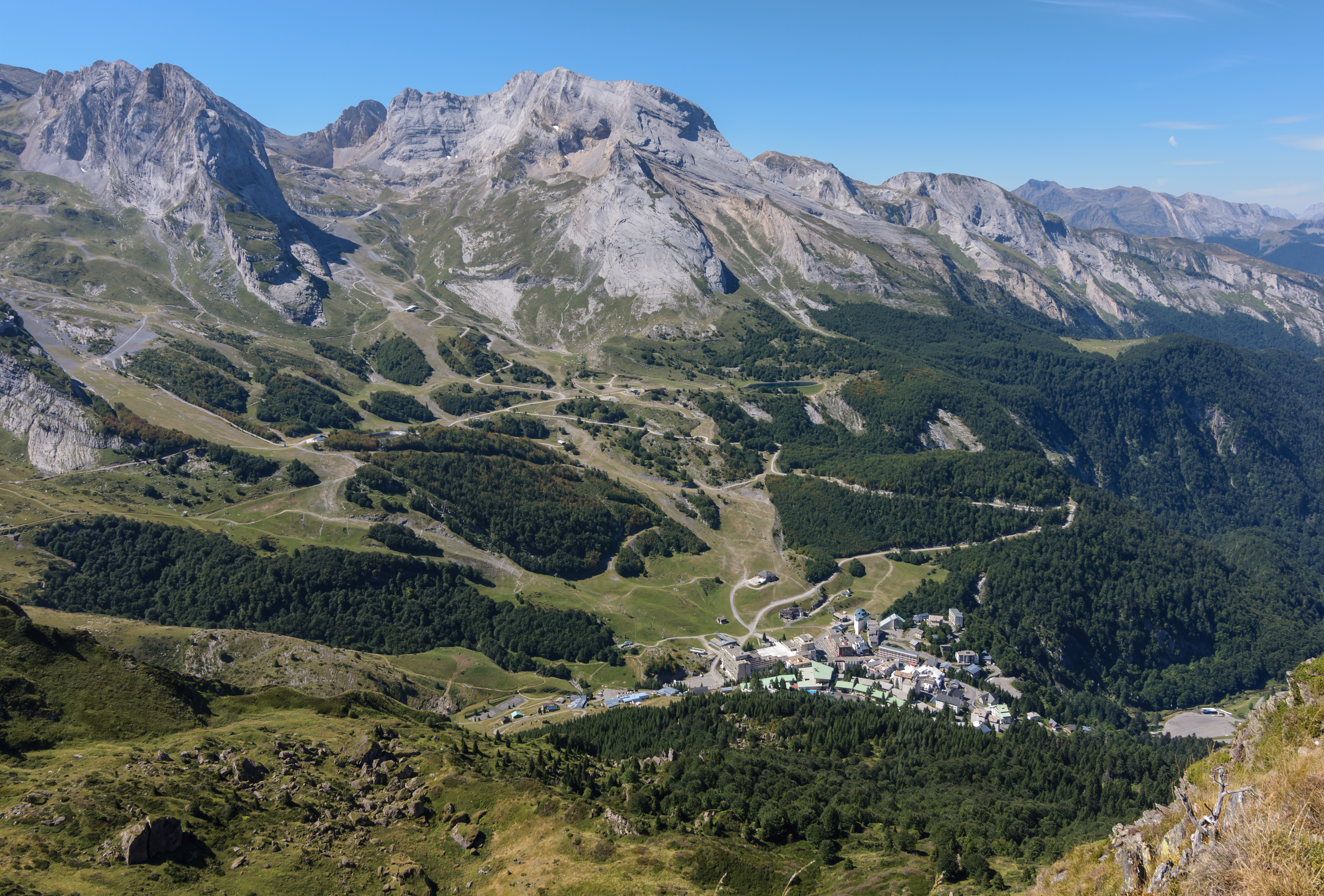
Wintersportcentrum Gourette met Pic de Ger
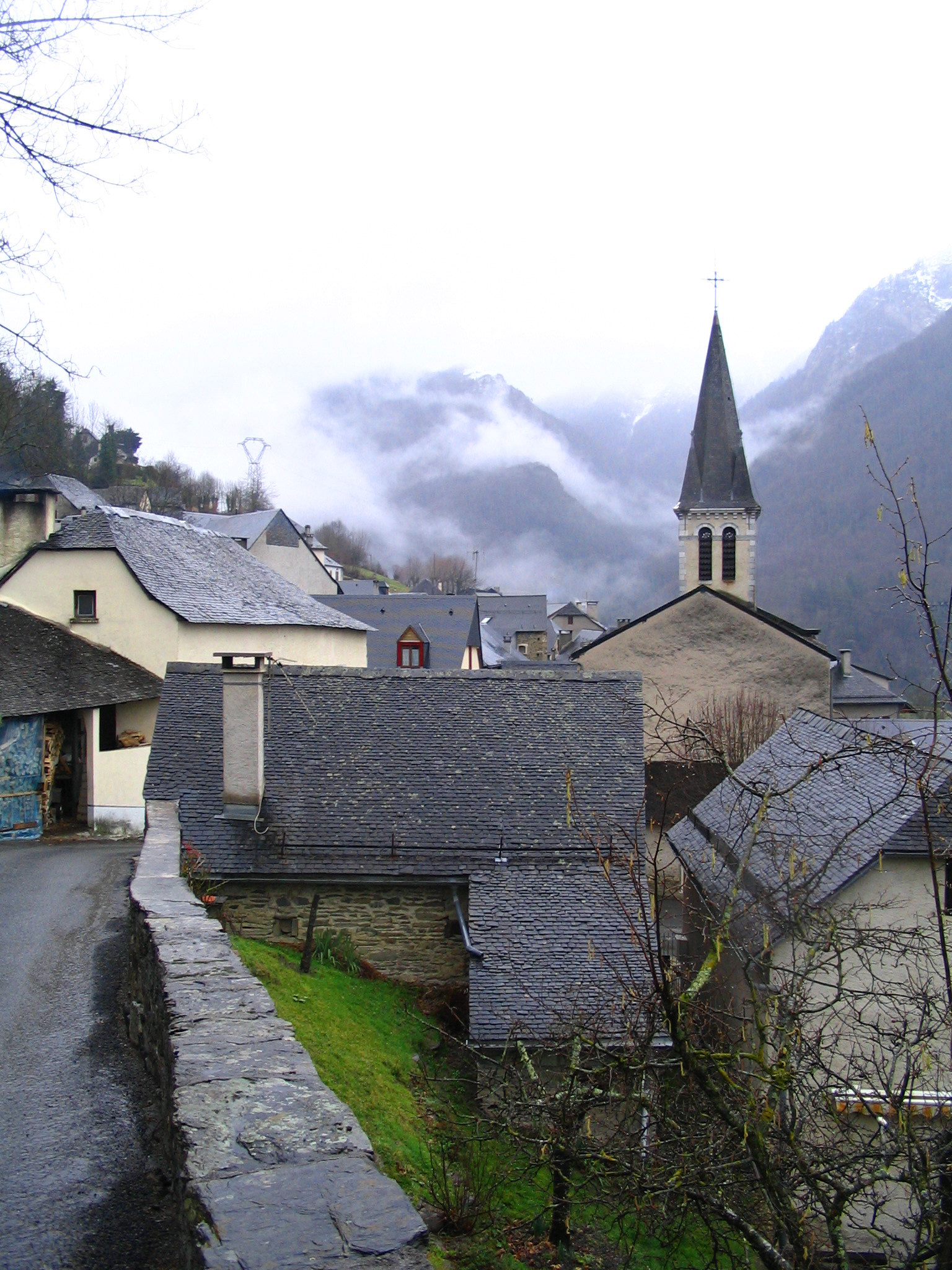
Aas
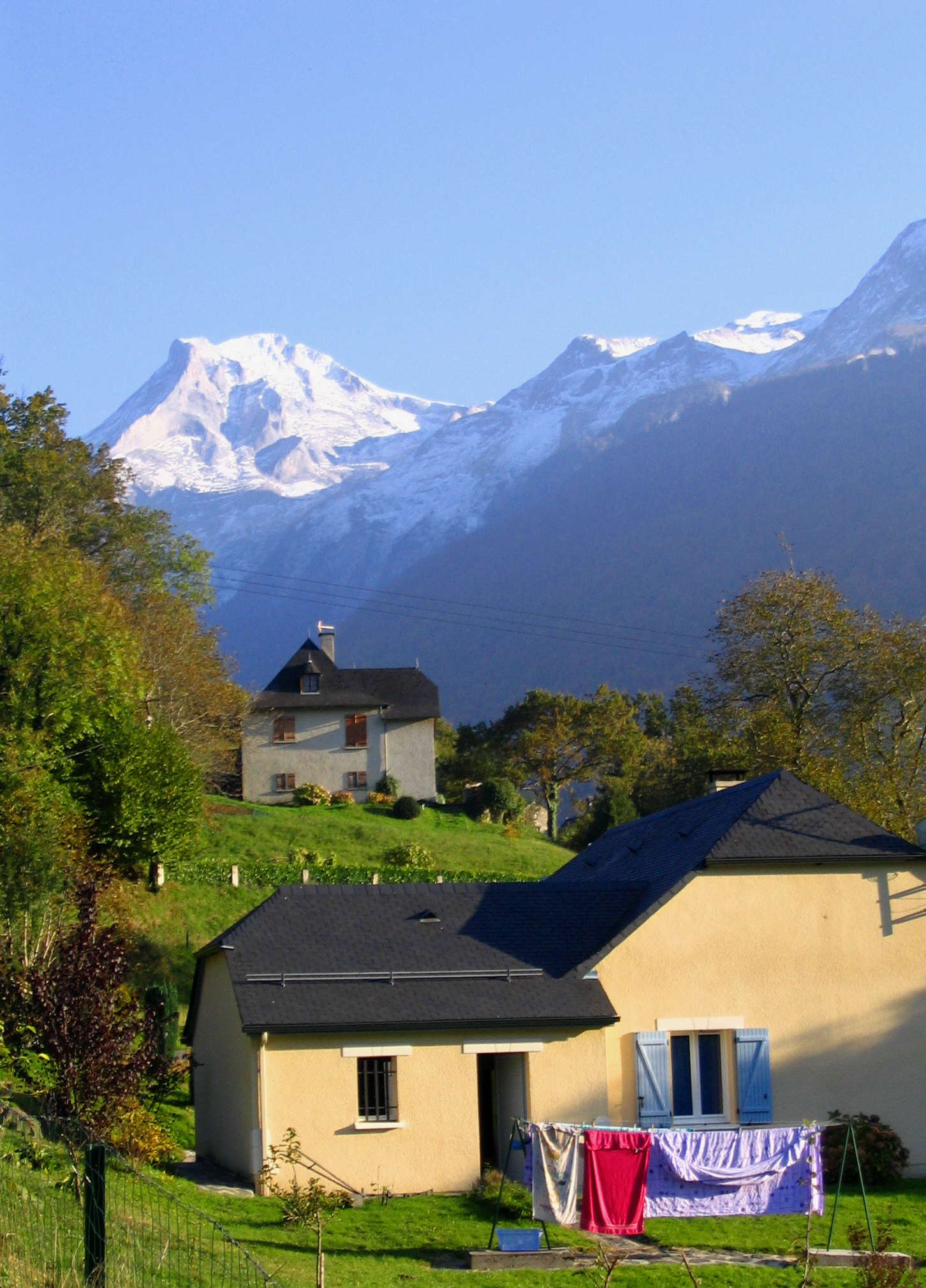
Assouste